# Positano
Positano község (comune) Olaszország Campania régiójában, Salerno megyében. Az Amalfi-part többi településével együtt 1997 óta része az UNESCO világörökségének.

## Fekvése
Egy szurdokvölgyben fekszik, ahonnan a tengerpart könnyen megközelíthető. Határai: Agerola, Pimonte, Praiano és Vico Equense.

## Története
A település eredetére vonatkozóan nincsenek pontos adatok. Neve valószínűleg a latin pausa szóból ered, aminek jelentése pihenőhely.
A helyi hagyományok szerint a partok előtt egy szaracén hajó haladt lopott értékes egyházi kincsekkel többek között egy Madonna-szoborral. Amikor a mai Positano elé ért a hajó a szobor megszólalt és megpihenésre szólította fel a hajósokat. Egy másik monda szerint lakói bencés szerzetesek voltak, akik befogadták Paestum lakóit, amikor a szaracénok elől menekülve elhagyták városukat. Így lett a Pestanóból Positano. Egy harmadik legenda szerint szerint római felszabadított rabszolgák alapították
A mai település valószínűleg a 11. században alakult ki. Valószínűleg tényleg a szaracénok által elpusztított Paestum lakosai alapították. Hosszú ideig Amalfi riválisa volt a hajógyártásban, itt épültek meg többek közt a szicíliai vecsernye leverésére bevetett hadihajók. A 16-17. századtól kezdődően hanyatlásnak indult. A 19. század közepére lakosságának több mint felét elveszítette (főleg az Egyesült Államokba vándoroltak ki).
A 20. század első felében még szegény halászfalunak számított. Az 1950-es évektől kezdte el nagy számban vonzani a turistákat, különösen azután, hogy John Steinbeck 1953 májusában esszét közölt Positanóról. „Positano mélyre hatol” – írta Steinbeck. „Álomhely, amely nem tűnik valóságosnak, amíg ott vagy, de hívogatóan valóságossá válik, ha elhagytad.” A magyar festők közül Aba-Novák Vilmos és Patkó Károly dolgozott itt. Ma Positano fő bevételi forrása a turizmus. Az Amalfi-part részeként 1997 óta az UNESCO világörökségének része.

## Népessége
A népesség számának alakulása:

## Főbb látnivalói
- Santa Maria Assunta-templom
- egy ókori római villa romjai
- egy középkori tengerparti őrtorony

## A kultúrában
Positano számos film helyszíne volt, mint például az 1994-ben készült Only You (főszereplők: Marisa Tomei és Robert Downey Jr.) vagy a 2003-ban készült Napsütötte Toszkána Diane Lane-nel.
Positanóban évente animációs film fesztivált is rendeznek.
1967 júniusától és az 1970-es évek jó részében itt élt az énekes és dalszerző Shawn Phillips és itt írta legjobb műveinek nagy részét.